# Neualpbach
Neualpbach är ett vattendrag i Österrike, på gränsen till Tyskland. Det ligger i den västra delen av landet, 400 km väster om huvudstaden Wien.
I omgivningarna runt Neualpbach växer i huvudsak blandskog. Runt Neualpbach är det ganska glesbefolkat, med 27 invånare per kvadratkilometer.